# FOSS
El programari FOSS, acrònim en anglès de Free and open-source software, és un programari que es pot classificar com a programari lliure i de codi obert. És a dir, qualsevol persona té llicència lliure per a utilitzar, copiar, estudiar i canviar el programari i el codi font es comparteix obertament de manera que s'anima a la gent a millorar voluntàriament el programari. En contrast amb el programari de propietat, on el programari està sota llicència restrictiva i el codi font normalment és ocult.
El programari lliure i el programari de codi obert comparteixen models de desenvolupament similars, però tenen diferències en els seus aspectes filosòfics com destaca la Free Sofware Foundation. El programari lliure s'enfoca en les llibertats que s'atorga als usuaris mentre que el programari de codi obert s'enfoca en els avantatges del seu model de desenvolupament.
Des de la Free Software Foundation es reclama que s'empri l'acrònim (Free/Libre and Open Source Software) FLOSS, on Libre aclareix que Free fa referència a llibertat, no a gratuïtat i perquè resulta més equilibrat en la construcció de l'acrònim.
| Llicències de programari | Llicències de programari                            | Llicències de programari                                             | Llicències de programari                                                    | Llicències de programari            | Llicències de programari | Llicències de programari      |
| Drets cedits             | Domini públic                                       | FOSS no protectiu Permissiu (Codi obert)                             | FOSS protectiu Copyleft (Programari lliure)                                 | Freeware Shareware Freemium         | De propietat             | Secret comercial              |
| ------------------------ | --------------------------------------------------- | -------------------------------------------------------------------- | --------------------------------------------------------------------------- | ----------------------------------- | ------------------------ | ----------------------------- |
| Drets d'autor            | No                                                  | Sí                                                                   | Sí                                                                          | Sí                                  | Sí                       | Sí                            |
| Dret d'ús                | Sí                                                  | Sí                                                                   | Sí                                                                          | Sí                                  | Sí                       | No                            |
| Dret de Visualització    | Sí                                                  | Sí                                                                   | Sí                                                                          | Sí                                  | Sí                       | SÍ                            |
| Dret de còpia            | Sí                                                  | Sí                                                                   | Sí                                                                          | Sovint                              | No                       | No                            |
| Dret a modificar         | Sí                                                  | Sí                                                                   | Sí                                                                          | No                                  | No                       | No                            |
| Dret a distribuir        | Sí                                                  | Sí, sota la mateixa llicència                                        | Sí, sota la mateixa llicència                                               | Sovint                              | No                       | No                            |
| Dret a subllicenciar     | Sí                                                  | Sí                                                                   | No                                                                          | No                                  | No                       | No                            |
| Filosofia                | A disposició del públic. Exonerat de drets d'autor. | Similar i posterior al copyleft. Mínimes restriccions per a l'usuari | Accés al codi i més. Metodologia en el desenvolupament i entrega al públic. | Propòsits publicitaris o comercials | Propòsits comercials     | Diferents motius              |
| Exemples                 | SQLite, ImageJ                                      | Apache web server, ToyBox                                            | Linux kernel, GIMP                                                          | Irfanview, Winamp                   | Windows, Half-Life 2     | Server-side World of Warcraft |
| Drets d'autor            |                                                     |                                                                      |                                                                             |                                     |                          |                               |